# Metopius rufipes
Metopius rufipes là một loài tò vò trong họ Ichneumonidae.